# Julio Bustamante
Julio Antonio Balanzá Cano (Valencia, 18 de junio de 1951), conocido artísticamente como Bustamente y posteriormente como Julio Bustamante, es un músico, escritor y dibujante español.

## Trayectoria artística
Su padre, Antonio Balanzá Farinós, músico aficionado y cronista de jazz, le inculca el amor por la música. Además de jazz, en su casa escuchaba flamenco y canción española. El jazz fue su mayor influencia hasta que descubrió la canción francesa y a los Beatles. Inicialmente formó parte de Socer Lotas, una forma de hacer música en su casa de El Vedat junto a Tico y Lobo. En 1973 participa en el estreno de la ópera rock «Tommy» en Valencia. En 1976 se Licencia en Filosofía Pura en la Universidad de Valencia y, al año siguiente, se traslada a Madrid, donde registra como compositor y arreglista dos singles interpretados por Grau («Una carta en primavera») y Luisa («Mientras tu cuerpo tiembla»), ambos publicados por Epic.
En 1978 conoce en Altea a Remigi Palmero, con quien ha colaborado a lo largo de toda su carrera, comenzando por tres canciones del primer LP de Palmero, «Humitat relativa» (Zafiro, 1979). Este disco fue escogido entre los 100 mejores discos del pop español por la revista Efe Eme en el puesto 41 y dio lugar a un trío formado por los dos autores mencionados y Tico Balanzá.
En 1981 se publica «Cambrers», el primer disco con su nombre artístico, Bustamante, que utilizó en exclusiva para firmar sus obras hasta que la aparición de David Bustamante le obligó a introducir también su nombre de pila. Ese mismo año su novela «Una vez fue verdad» es seleccionada para el Premio Ateneo de Valladolid. Dos años después el trío Palmero-Bustamante-Balanzá pasa a denominarse «In Fraganti» y edita en el sello Blau el sencillo «No tengo nada»/«Plata y negro», que al año siguiente tendría continuación en otro sencillo con dos canciones de Bustamante: «Si fueras tú» y «Hotel Universo». La trayectoria del grupo acaba con un concierto en la plaza de la Virgen de Valencia en 1986.
«Cargo de mí» (Discos medicinales), disco de Bustamante con colaboraciones de sus compañeros en el trío, se publica en 1987. Dos años después aparece el disco «Salón Fujiyama» (Grabaciones Accidentales/DRO) y el libro «Canciones» (Editorial Malvarrosa). En 1992, Rafa Xambó produce el segundo disco de Bustamante en catalán, «Ciutat Magnètica» (Picap discos), que obtiene el premio al mejor disco en catalán del programa «Diario Pop» de Radio 3. En 1996 aparece el libro-CD «Sinfonía de las horas» (El Europeo), que había empezado a grabarse en 1994. En 1998 se publica «Entusiastas», disco que también ha sido elegido entre los 100 mejores discos del pop español por la revista Efe Eme, en este caso en el puesto 90.
En 2000 publicó «La vida habla» (El Europeo) y tres años más tarde «Con tal de volar». En 2005 y 2008 aparecieron «Material volátil» y «Lluvia cascabel», respectivamente. A partir de 2010, se produjo un relanzamiento de la popularidad de Julio Bustamante, sobre todo, en Valencia y Barcelona. Ese año se publicó el disco «Vivir para creer», de Maderita, un proyecto colaborativo entre Bustamante y miembros del grupo Ciudadano. Las buenas críticas del disco hicieron que diversos grupos de la escena independiente se interesaran por su carrera y que algunos organizaran conciertos y giras de homenaje. En 2013 se publica el documental "Bustamante Perkins" dirigido por Pep Garrido y Xesco Cabot; fue premio del público del Festival In-edit.
En 2014, el grupo "La gran alianza" realizaba un EP de versiones de Julio Bustamante con la colaboración del propio músico valenciano. El 24 de enero de ese año celebraba con ellos, Fred i Son y su banda habitual, un concierto en conmemoración de los 33 años de la salida de su disco «Cambrers». En 2018 publica el libro "Dos Novelas" (Libros Walden, 2018 ISBN-13: 978-8409027583)

## Discografía
- «Cambrers» (Anec, 1981)
- "No Tengo Nada / Plata maldito Negro" SG (Blau, 1983) [In Fraganti]
- "Si Fueras Tu / Hotel Universo" SG (Blau, 1984) [In Fraganti]
- "Cargo de mí" (Discos Medicinales, 1986)
- «Salón Fujiyama» (DRO,1989)
- «Ciutat Magnètica» (Picap discos, 1992)
- «Sinfonía de las horas» (El Europeo, 1996) Libro-disco.
- «Entusiastas» (Chewaka-Virgin, 1998)
- «La vida habla» (El Europeo, 2000) Libro-disco
- «Con tal de volar» (Karonte, 2003)
- «Material volátil» (Comboi Records, 2005)
- «Lluvia cascabel» (Comboi Records, 2008)
- "Vivir para creer" con Maderita (El volcán música, 2010)
- "Viento desatado", (Comboi records, 2012)
- "En el nombre del gato", (Comboi records, 2014)
- "La misión del copiloto", (El Volcán, 2017)
- "Sueños emisarios", (El Volcán, 2022)